# 7 листопада
7 листопада — 311-й день року (312-й у високосні роки) у григоріанському календарі. До кінця року залишається 54 дні.

## Свята і пам'ятні дні

### Міжнародні
- Міжнародний день африканського письменника. (1992)

### Національні
- Угорщина: День опери.
- Туніс: День пам'яті.
- Аргентина: День спортивної преси.
- Люксембург: День Святого Вілліброрда.

### Релігійні
Православ'я:
- Мучеників у Мелитині: Ієрона, Ісихія, Никандра, Афанасія, Маманта, Варахія, Калиника, Феогена, Никона, Лонгина, Феодора, Валерія, Ксанфія, Феодула, Калимаха, Євгенія, Феодоха, Острихія, Єпифанія, Максиміана, Дукитія, Клавдіана, Феофіла, Гігантія, Дорофея, Феодота, Кастрикія, Аникити, Фемелія, Євтихія, Іларіона, Діодота й Амонита.
- Преподобного Лазаря Галісійського.
- Мученика Феодота, корчемника.
- Мучеників Меласипа і Касинії та сина їхнього Антоніна.
- Мучеників Авкта, Тавріона і Фесалонікії.

## Іменини
Теодор, Валерій, Євгеній, Лазар.

## Події
- 1708 — український гетьман Іван Мазепа з частиною свого війська з'єднався з військами шведського короля Карла XII біля села Гірки.
- 1788 — козаки під орудою Антона Головатого завоювали османську фортецю Очаків.
- 1909 — у Львові створено Український Студентський Союз.
- 1917 — в Росії настає Жовтнева революція.
- 1918 — початок третього наступу більшовиків на Україну.
- 1919 — в Ізяславі УНР і Польська Республіка підписали протокол про встановлення демаркаційної лінії між українськими й польськими військами.
- 1920 — за угодою в Ялтушкові Добровольча армія де-факто визнала незалежність УНР.
- 1928 — в Харкові офіційно відкрито Держпром — перший український та європейський хмарочос.
- 1940 — У Канаді створено Комітет українців Канади — КУК.
- 1941 — Люфтваффе потопило теплохід «Вірменія» поблизу Севастополя. Загинуло понад 5 тис. чоловік.
- 1951 — У Києві почав роботу перший в Українській РСР телевізійний центр.
- 1967 — Генеральна Асамблея ООН прийняла Декларацію про ліквідацію дискримінації жінок.
- 1990 — розгін міліцією у Києві студентів на площі Перемоги та провокація проти народного депутата Степана Хмари.
- 2000 — Джордж Вокер Буш став президентом США.
- 2009 — британський боксер-суперваговик Девід Хей переміг Миколу Валуєва і відібрав у нього титул чемпіона світу за версією WBA.
- 2012 — Сталася стрілянина у Медведкові.

## Народились

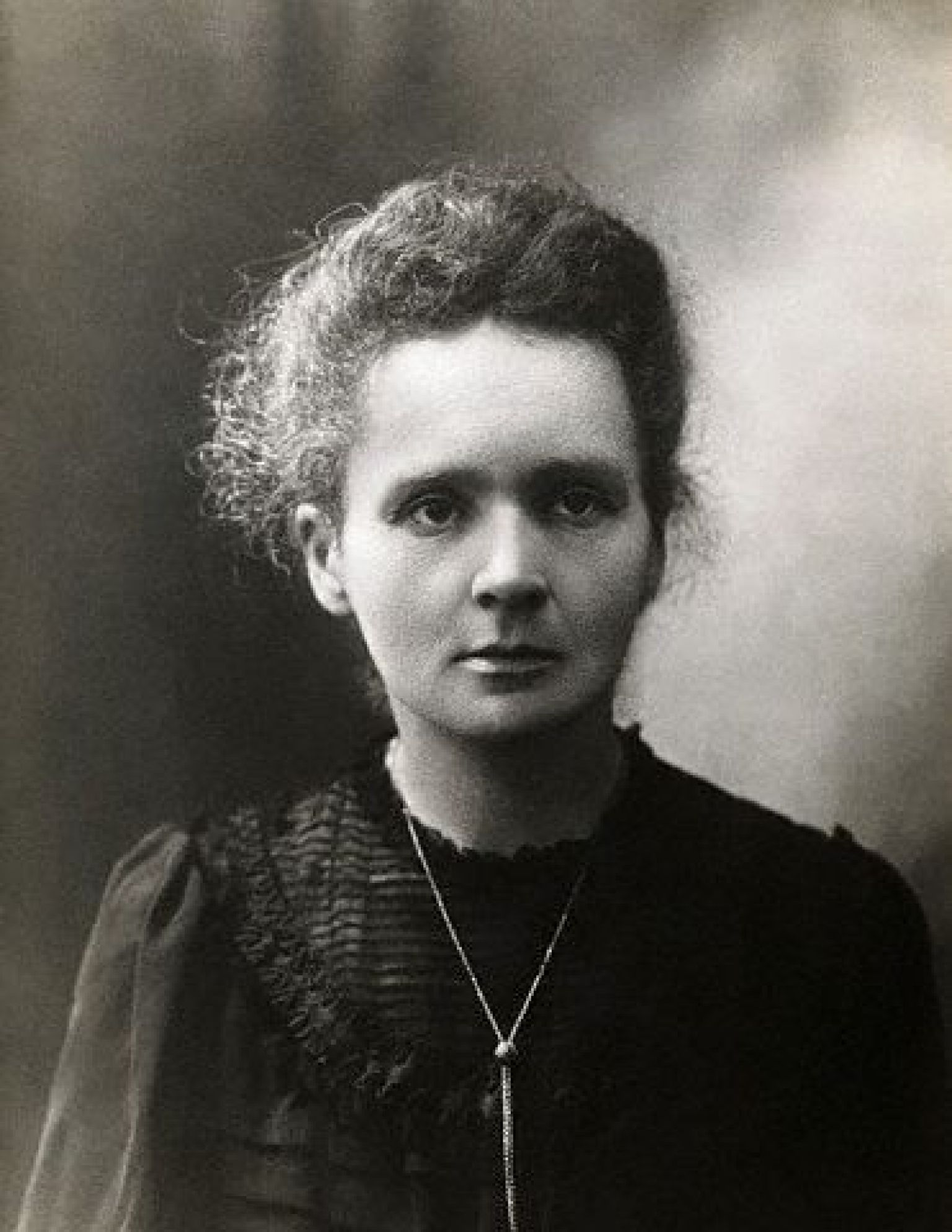
Марія Кюрі

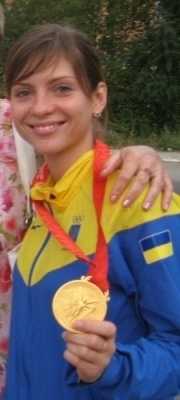
Галина Пундик

Див. також Категорія:Народились 7 листопада
- 1598 — Франсіско де Сурбаран, видатний іспанський живописець, представник севільської школи.
- 1744 — Нестор Амбодик-Максимович, український учений-енциклопедист, один із основоположників наукового акушерства, фітотерапії, ботаніки (†1812).
- 1821 — Дмитро Пильчиков, український громадський і культурний діяч, педагог (*1821). Батько українського фізика Миколи Пильчикова.
- 1857 — Дмитро Багалій, український історик, громадський діяч, доклав значних зусиль до організації та удосконалення системи вищої освіти в Україні. Член-засновник Української Академії Наук, з 1919 року голова Історично-філологічного Відділу УАН.
- 1867 — Марія Склодовська-Кюрі, французький фізик і хімік польського походження, дворазовий Нобелівський лауреат.
- 1888 — Нестор Махно, керівник селянського повстанського руху 1918–1921 років.
- 1898 — Дмитро Капка, український актор.
- 1902 — Марго Борис (Борис Марголіс), український і американський художник-сюреаліст. Народився в м. Волочиськ, Хмельницької області. Закінчив Одеське художнє училище.
- 1913 — Альбер Камю, французький романіст, філософ, публіцист, лауреат Нобелівської премії з літератури (1957).
- 1917 — Матвій Шестопал, український журналіст, публіцист, науковець, кандидат філологічних наук, декан факультету журналістики Київського університету імені Тараса Шевченка у 1955—1957 роках. Репресований в роки СРСР за звинуваченням в «українському буржуазному націоналізмі».
- 1922 — Франсеск Торрес Монсо, іспанський скульптор.
- 1926 — Джоан Сазерленд, австралійська оперна діва.
- 1936 — Микола Вінграновський, український письменник і кінематографіст.
- 1950 — Віталій Садовський, український художник.
- 1956 — Михайло Альперін, джазовий піаніст, композитор, педагог.
- 1971 — Марку Вашконселуш, португальський бадмінтоніст.
- 1983 — Патрік Торесен, норвезький хокеїст.
- 1987 — Галина Пундик, українська фехтувальниця, олімпійська чемпіонка.
- 1988 — Олександр Долгополов, український тенісист.

## Померли
Див. також Категорія:Померли 7 листопада
- 1550 — Йон Арасон, останній римо-католицький єпископ Ісландії до запровадження лютеранства, обезголовлений разом з двома синами — Аре та Бйорном.
- 1678 — Еразм Квеллін молодший, фламандський художник і графік, учень Рубенса.
- 1956 — Меркурій Бригинський, святий ігумен, преподобний УПЦ (ПЦУ)
- 1980 — Стів Макквін, американський кіноактор, авто- і мотогонщик.
- 1990 — Лоуренс Джордж Даррелл, британський прозаїк і поет, старший брат письменника-натураліста Джеральда Даррелла.
- 1992 — Александер Дубчек, 71-річний «архітектор Празької весни» перший секретар ЦК КПЧ в 1968—1969 роках, голова федеральних зборів ЧССР з 1989 року, загинув в Празі в автомобільній катастрофі.
- 2011 — Джо Фрейзер, американський боксер, олімпійський чемпіон 1964, чемпіон світу у важкій вазі 1970—1973 (версії WBC та WBA).
- 2016 — Леонард Коен, канадський поет, співак і автор пісень; офіцер та компаньйон Ордена Канади.
- 2017 — Тарас Денисенко, український актор, сценарист, режисер.